# Pardubički kraj
Pardubički kraj pokrajina je u središnjoj Češkoj. U sredini pokrajine je dolina rijeke Labe okružena gorama Hrubý Jeseník, Orlické hory (uz granicu s Poljskom), Žďárské vrchy i Železné hory. Najviši vrh je Králický Sněžník na kojem postoje zaštićeni prirodni rezervati.
Pokrajina je relativno slabije gospodarski razvijena. U glavnom gradu Pardubice razvijena je industrija (kemijska, računalna, rafinerija nafte), dok u ostatku pokrajine prevladava poljoprivreda. Razvijen je turizam (planine, očuvana priroda, srednjovjekovni dvorci). Najveći su gradovi Pardubice, Chudim, Svitavy i Česká Třebová.